# Juuru
Juuru es un municipio estonio perteneciente al condado de Rapla.
A 1 de enero de 2016 tiene 1429 habitantes en una superficie de 152,4 km².
En la localidad de Juuru vive la tercera parte de la población del municipio. El resto de la población se distribuye en 14 pequeñas localidades rurales: Atla, Härgla, Helda, Hõreda, Jaluse, Järlepa, Kalda, Lõiuse, Mahtra, Maidla, Orguse, Pirgu, Sadala y Vankse.
Se ubica en el noreste del condado, unos 5 km al noreste de Rapla.